# Грива, Ольга Анатольевна
О́льга Анато́льевна Гри́ва (укр. Ольга Анатоліївна Грива; род. 15 сентября 1963, Иня, Алтайский край, СССР) — советский, украинский и российский историк и религиовед, специалист по философии образования. Кандидат педагогических наук, доктор философских наук, профессор. Профессор и заведующая кафедрой религиоведения философского факультета Крымского федерального университета имени В. И. Вернадского.

## Биография
Родилась 15 сентября 1963 года в селе Иня Павловского района Алтайского края в семье школьных учителей. В 1968 году семья переехала в Крым. Окончив школу с золотой медалью, в 1980 году поступила на исторический факультет Симферопольского государственного университета (СГУ) им. М. В. Фрунзе (Ныне Крымский федеральный университет имени В.И.Вернадского). Специализировалась по кафедре археологии и истории Древнего мира. В 1985 году с отличием окончила университет. Работала учителем истории, воспитателем в детском саду, научным сотрудником в Крымском краеведческом музее. 
В 1991—1993 годах училась в аспирантуре СГУ. В 1994 году  защитила диссертацию на соискание учёной степени кандидата педагогических наук по теме «Взаимоотношения педагогов и воспитанников в гимназиях Украины во второй половине XIX — начале XX века» в Харьковском педагогическом университет им.Г.Сковороды.
В 1994—1996 годах была ассистентом кафедры педагогики СГУ, в 1996—1998 годах — доцентом. В 1998—1999 годах работала заведующей кафедрой педагогики и психологии Крымского факультета Полтавского педагогического института. В 1999—2005 годах. — директор, затем ректор Гуманитарного института «Артек» Международного детского центра «Артек».
В 2008 году в Институте высшего образования Национальной академии педагогических наук Украины защитила диссертацию на соискание учёной степени доктора философских наук по теме «Толерантность в процессе становления молодёжи в условиях поликультурной среды» (специальность 09.00.10 — философия образования); научный консультант — доктор философских наук, профессор В. П. Андрущенко).
В 2006—2011 годах была деканом Крымского гуманитарного факультета Национального педагогического университета им. М. П. Драгоманова в «Артеке» и заведовала кафедрой гуманитарных и социально-экономических наук. Под ее руководством были защищены три кандидатские диссертации. В 2011 году получила ученое звание профессора.  С 2011 года — профессор кафедры культурологии Таврического национального университета имени В. И. Вернадского. С 2015 года — профессор кафедры культурологии и религиоведения Таврической академии Крымского федерального университета им. В. И. Вернадского. С 2016 -  с момента открытия кафедры Религиоведения стала заведующей кафедрой религиоведения ТА КФУ им. В. И. Вернадского. С 2024 года кафедра переименована в Религиоведения и философии культуры. 
С 2018 по 2024 год была проректором по науке Таврической духовной семинарии.

## Научная деятельность
Основная область научных интересов — философия образования, русская религиозная философия, проблемы психологии и воспитания личности, толерантность в образовании, новые религиозные движения и новая религиозность.
В монографии «Взаимоотношения педагогов и воспитанников в гимназиях Украины во второй половине XIX — начале XX века» автор рассматривает отношения преподавателей и учащихся-гимназистов в украинских учебных заведениях. Задействованы данные не только по украинским гимназиям (Киевский, Харьковский и Одесский учебные округа), но и по Московскому и Санкт-Петербургскому округу. Автор приходит к выводу, что в гимназиях далеко не всегда царила палочная дисциплина, напротив, учебные заведения активно участвовали в формировании образованных, интеллигентных граждан, воздействуя более мягкими методами. Монография является публикацией на основе кандидатской диссертации.
В работе «Образовательный потенциал межкультурных коммуникаций» проанализирована специфика межкультурных коммуникаций в поликультурной среде, её виды, формы, уровни. Когда контактируют представители разных культур, их взаимодействие всегда несет в себе определённые риски и вызовы. Понять, как преодолеть сложности коммуникации и превратить эти вызовы в конструктивный потенциал общения, является основной задачей исследователя. Большое поле для наблюдений в сфере межкультурной коммуникации представляет собой образовательная среда. 
Является заместителем председателя Совета по защите диссертаций по философским наукам, членом редакционного совета журнала «Ученые записки Крымского федерального университета им. В. И. Вернадского». В 2018—2024 гг. была научным редактором журнала «Труды Таврической духовной семинарии».
Является постоянным председателем оргкомитета с 2017 г. Международной междисциплинарной научной конференции «Религия. Общество. Человек», Симферополь, КФУ им. В. И. Вернадского. Имеет ряд почётных профессиональных званий и наград, в том числе: «Отличник образования Украины» (2001), «Заслуженный работник образования Республики Крым» (2018), «Почетный работник образования Российской Федерации» (2024).

## Научные труды

### Монографии
- Соціально-педагогічні основи формування толерантності у дітей і молоді в умовах полікультурного середовища: монографія. — К. : Парапан, 2005. — 226 с. ISBN 966-8210-27-1
- Толерантність молоді в полікультурному середовищі: монографія. — К.: Вид-во НПУ ім. М. П. Драгоманова, 2007. — 274 с. ISBN 978-966-660-338-1
- Педагогічна діяльність в дитячому оздоровчому таборі. Я їду працювати до "Артеку": навчальний посібник. — Артек : Сімферопольська міська друкарня, 2009. — 123 с. ISBN 978-966-174-097-5
- Межэтнические отношения и этнокультурное образование в России / Тишков В. А., Грива О. А., Чигрин В. А. и др. М.: Институт этнологии и антропологии им. Н. Н. Миклухо-Маклая РАН, 2016. 297 с.
- Этнокультурное содержание образования как фактор гармонизации межэтнических отношений в Крыму // Таврические студии. Симферополь, 2016. № 8. С. 40-46. (соавт. Чигрин В. А.)
- Образовательный потенциал межкультурных коммуникаций. Симферополь: Ариал, 2016. 143 с. (соавт. Макиенко С. А.)
- Духовно-нравственное развитие личности / О. А. Грива, Л. И. Григорьева, Е. В. Костылева и др. / под ред. Н. В. Якса. — Симферополь: АРИАЛ, 2018. — 199 с.
- Per aspera ad astra. Взаимоотношения педагогов и учащихся в отечественной гимназии во второй половине XIX — начале XX века. — М.: Инфра-М, 2019. — 142 с.

### Учебные пособия
- Свобода совести и государственно-церковные отношения: Учебное пособие. — Симферополь: КФУ имени В. И. Вернадского, 2016. — 165 с.

### Статьи
- Духовность, бездуховность, псевдодуховность и их детерминанты (глава) // Поколения в истории: ритмы духовности. Симферополь: ИТ АРИАЛ, 2012. С. 297—321.
- Сенси духовності в сучасних координатах // Единство обучения и научных исследований — главный принцип университета. Материалы докладов отчетно-научной конференции преподавателей университета. НПУ им. М. П. Драгоманова. Киев, 2012.
- Теология в светском образовании: между Сциллой и Харибдой // Учёные записки Таврического национального университета им. В. И. Вернадского. Серия: Философия, культурология, политология, социология. Симферополь, 2013. Том 24 (65). № 1-2. С. 206—212.
- Проблемы подготовки библиотечных специалистов для сферы культуры // Таврійські студії. 2013. № 4. С.17-22.
- Подготовка специалистов в области культуры к реализации стратегии в поликультурной среде // Таврические студии. 2014. № 5-6.
- Толерантность как ценность образования будущего // Инновационная наука (Международный научный журнал). 2015. № 3. С.191-194.